# Siniküla
Siniküla är en ort i Estland. Den ligger i Laeva kommun och landskapet Tartumaa, i den centrala delen av landet, 140 km sydost om huvudstaden Tallinn. Siniküla ligger 45 meter över havet och antalet invånare är 103.
Terrängen runt Siniküla är mycket platt. Runt Siniküla är det mycket glesbefolkat, med 3 invånare per kvadratkilometer. Närmaste större samhälle är Laeva, 1,7 km sydost om Siniküla. I omgivningarna runt Siniküla växer i huvudsak blandskog.